# Championnat du Maroc de football de deuxième division 2014-2015
 (janvier 2015).
Navigation
Édition précédente Édition suivante
Le Championnat du Maroc de football D2 2014-2015 est la 59e édition du championnat du Maroc de football D2. Elle oppose 16 clubs regroupées au sein d'une poule unique où les équipes se rencontrent deux fois, à domicile et à l'extérieur. En fin de saison, les deux derniers sont relégués et remplacés par les Deux meilleurs clubs de GNFA1, la troisième division marocaine. Les deux premières places sont qualificatives à la Botola Pro 2015-2016.

## Classement
| Rang | Équipe          | Pts | J  | G  | N  | P  | Bp | Bc | Diff |
| ---- | --------------- | --- | -- | -- | -- | -- | -- | -- | ---- |
| 1    | IR Tanger       | 54  | 30 | 13 | 15 | 2  | 22 | 11 | +11  |
| 2    | MC Oujda        | 49  | 30 | 13 | 10 | 7  | 32 | 22 | +10  |
| 3    | USM Aït Melloul | 48  | 30 | 14 | 6  | 10 | 39 | 24 | +15  |
| 4    | JS Kasba Tadla  | 48  | 30 | 11 | 15 | 4  | 29 | 22 | +7   |
| 5    | CAY Berrechid   | 46  | 30 | 11 | 13 | 6  | 34 | 25 | +9   |
| 6    | R Beni Mellal   | 38  | 30 | 7  | 18 | 5  | 21 | 16 | +5   |
| 7    | JS El Massira   | 37  | 30 | 9  | 10 | 11 | 24 | 24 | 0    |
| 8    | AS Salé         | 37  | 30 | 9  | 10 | 11 | 23 | 26 | -3   |
| 9    | US Témara       | 36  | 30 | 9  | 9  | 12 | 33 | 37 | -4   |
| 10   | COD Meknès      | 35  | 30 | 7  | 14 | 9  | 28 | 29 | -1   |
| 11   | WS Témara       | 35  | 30 | 7  | 14 | 9  | 23 | 26 | -3   |
| 12   | Racing AC       | 35  | 30 | 9  | 8  | 13 | 27 | 35 | -8   |
| 13   | O Dcheira       | 33  | 30 | 7  | 12 | 11 | 24 | 32 | -8   |
| 14   | WA Fès          | 33  | 30 | 6  | 15 | 9  | 19 | 28 | -9   |
| 15   | CC Houara       | 31  | 30 | 6  | 13 | 11 | 23 | 31 | -8   |
| 16   | US Mohammédia   | 28  | 30 | 6  | 10 | 14 | 22 | 35 | -13  |